# Стрибки у висоту

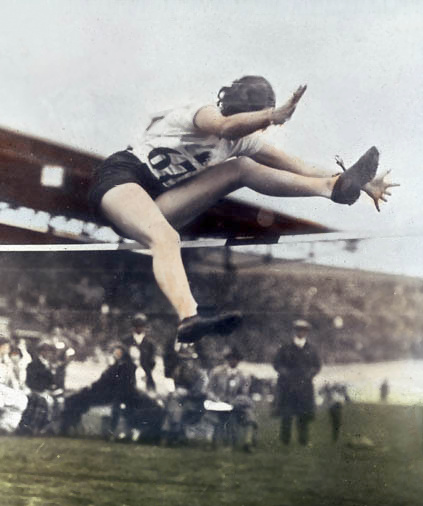
Стрибок ножицями

Стрибки у висоту — вид легкої атлетики, в якому спортсмени змагаються в тому, щоб перестрибнути через поперечку, встановлену на певній висоті над землею, не збивши її.
На змаганнях поперечина встановлюється на певній висоті над землею і кожному стрибуну дається право на три спроби. Спортсмени, які не зуміли перестрибнути поперечину за три спроби, вибувають зі змагань, поперечину підіймають на 2 або 3 см вище, і стрибуни, які ще залишилися в змаганні, отримують право на три нові спроби. Переможцем оголошується стрибун, який подолав найбільшу висоту. Якщо кілька спортсменів зупинилися на одній висоті, то переможцем оголошують того, хто затратив менше спроб. Якщо кілька спортсменів затратили однакову кількість спроб на найвищій підкореній висоті, то те ж правило застосовується до попередньої висоти й так далі. Стрибун має право перенести одну або дві спроби на вищу висоту, навіть якщо він не покорив попередню. Також спортсмен має право на свій ризик пропустити одну або більше з висот.

## Стилі
Найпростіший стиль стрибків називається «ножицями». При такому стилі спортсмен повинен значно підняти центр маси свого тіла над поперечкою, а тому він неефективний. Ефективніший стиль — перекидний, був популярним у 50-х — 80-х роках 20-го століття, але після винаходу стилю фосбері-флоп спортсмени високого класу поступово перейшли на нього.

## Рекорди
Рекорд світу в стрибках у висоту з липня 1993 року належить кубинському стрибуну Хав'єру Сотомайору. Він становить 245 см. Рекордсменка світу серед жінок — українка  Ярослава Магучіх. Її найвище досягнення — 210 см.
Рекордсмен України Богдан Бондаренко — на етапі «Діамантової ліги» в Нью-Йорку 15 червня 2014 року з першої спроби подолав планку на висоті 2,42 м, тим самим повторивши рекорд Європи й встановивши новий національний рекорд України. Попереднє досягнення також належало Богданові. У 2013 році, на етапі «Діамантової ліги» в Лозанні, він стрибав 2,41 м.
Для жінок рекорд України становить 206 см. У лютому 2021 року його встановила Ярослава Магучіх. Результат став найкращим в історії серед спортсменів до 20 років, а також кращим в приміщенні з 2006 року. [Архівовано 3 лютого 2021 у Wayback Machine.]
7 липня 2024 року на етапі Діамантової ліги в Парижі Ярослава Магучіх встановила новий світовий рекорд, який тримався майже 37 років (209 см)  і належав болгарці Стефці Костадіновій,  Ярослава Магучіх підкорила висоту 210 см.

### Чоловіки
Станом на липень 2021
| Місце | Висота | Спортсмен          | Країна  | Дата            | Місто      |
| ----- | ------ | ------------------ | ------- | --------------- | ---------- |
| 1.    | 2,45   | Хав'єр Сотомайор   | Куба    | 27 липня 1993   | Саламанка  |
| 2.    | 2,43   | Мутаз Есса Баршим  | Катар   | 05 вересня 2014 | Брюссель   |
| 3.    | 2,42   | Патрік Шеберг      | Швеція  | 30 червня 1987  | Стокгольм  |
| 3.    | 2,42   | Богдан Бондаренко  | Україна | 14 червня 2014  | Нью-Йорк   |
| 5.    | 2,41   | Ігор Паклин        | СРСР    | 04 вересня 1985 | Кобе       |
| 6.    | 2,40   | Рудольф Поварніцин | СРСР    | 11 серпня 1985  | Донецьк    |
| 6.    | 2,40   | Сорін Матей        | Румунія | 20 червня 1990  | Братислава |
| 6.    | 2,40   | Чарльз Остін       | США     | 07 серпня 1991  | Цюрих      |
| 6.    | 2,40   | В'ячеслав Воронін  | Росія   | 05 серпня 2000  | Лондон     |
| 6.    | 2,40   | Дерек Друен        | Канада  | 25 квітня 2014  | Де-Мойн    |
| 6.    | 2,40   | Андрій Проценко    | Україна | 03 липня 2014   | Лозанна    |
| 6.    | 2,40   | Данило Лисенко     | Росія   | 20 липня 2018   | Монако     |

### Жінки
- Станом на липень 2024

| Місце | Висота | Спортсменка        | Країна    | Дата            | Місто     |
| ----- | ------ | ------------------ | --------- | --------------- | --------- |
| 1.    | 2,10   | Ярослава Магучіх   | Україна   | 7 липня 2024    | Париж     |
| 2.    | 2,09   | Стефка Костадінова | Болгарія  | 30 серпня 1987  | Рим       |
| 3.    | 2,08   | Бланка Влашич      | Хорватія  | 31 серпня 2009  | Загреб    |
| 4.    | 2,07   | Людмила Андонова   | Болгарія  | 20 липня 1984   | Берлін    |
| 4.    | 2,07   | Ганна Чичерова     | Росія     | 22 липня 2011   | Чебоксари |
| 6.    | 2,06   | Кайса Бергквіст    | Швеція    | 26 липня 2003   | Еберштадт |
| 6.    | 2,06   | Гестрі Клуте       | ПАР       | 31 серпня 2003  | Париж     |
| 6.    | 2,06   | Олена Слесаренко   | Росія     | 28 серпня 2004  | Афіни     |
| 6.    | 2,06   | Аріан Фрідріх      | Німеччина | 14 червня 2009  | Берлін    |
| 6.    | 2,06   | Марія Ласіцкене    | Росія     | 06 липня 2017   | Лозанна   |
| 11.   | 2,05   | Тамара Бикова      | СРСР      | 22 червня 1984  | Київ      |
| 11.   | 2,05   | Гайке Генкель      | Німеччина | 31 серпня 1991  | Токіо     |
| 11.   | 2,05   | Інга Бабакова      | Україна   | 15 вересня 1995 | Токіо     |
| 11.   | 2,05   | Тія Геллебаут      | Бельгія   | 23 серпня 2008  | Пекін     |
| 11.   | 2,05   | Шонте Лау          | США       | 26 червня 2010  | Де-Мойн   |